# サーティース・TS19
サーティース・TS19 (Surtees TS19) は、サーティースが1976年および1977年、1978年のF1世界選手権に投入したフォーミュラ1カー。ジョン・サーティースとケン・シアーズによって設計された
。

## レース戦績

### チーム・サーティース

#### 1976
1976年シーズン、サーティースはオーストラリア人ドライバーのアラン・ジョーンズを起用し、コンドームメーカーのデュレックスとの論争となったスポンサー契約を選択した。2台目のマシンはブレット・ランガーがドライブしたが、こちらはカンパリからの支援を受けた。チームはTS19が準備できなかったため、ブラジルGPを欠場した。TS19は南アフリカから投入されたがランガーの1台のみで、決勝は11位であった。ジョーンズ用の2台目のTS19はアメリカ西GPに投入され、ランガーは予選落ち、ジョーンズは10周遅れで非完走扱いとなった。スペインGPではランガーが予選落ち、ジョーンズは9位完走であった。 ベルギーGPではランガーが電気系トラブルでリタイア、ジョーンズは5位という結果であった。モナコGPの前にランガーのTS19はアンリ・ペスカロロのチーム・ノーレフに売却され、ランガーは新車が完成するのを待たなければならなかった。モナコではジョーンズはカルロス・ロイテマンのブラバムとサン・デボーテコーナーでクラッシュ、リタイアとなった。スウェーデンGPでジョーンズは13位、新車のランガーは15位となった。フランスではジョーンズがサスペンショントラブルでリタイア、ランガーは16位となった。イギリスGPではジョーンズは5位、ランガーはギアボックストラブルでリタイアとなった。ドイツGPでジョーンズは10位でフィニッシュしたが、ランガーはヘスケスのハラルド・アートルと共に、ニキ・ラウダのフェラーリに衝突してリタイアとなった。この事故でラウダのフェラーリは炎上し、ラウダのマシンをかろうじて躱したガイ・エドワーズおよびアートルとランガーの3人がラウダの救助に当たった。その後アルトゥーロ・メルツァリオも救助に加わり、ラウダは助け出された。オーストリアGPではジョーンズ、ランガー共にアクシデントに見舞われ、ジョーンズは30周でリタイア、ランガーは3ラップを残して事故に遭ったが、10位で完走扱いとなった。オランダGP前にランガーは欠場することとなり、コニー・アンダーソンが代役で出場したがエンジントラブルでリタイアとなった。ジョーンズは8位となった。ランガーはイタリアGPで復帰、14位となり、ジョーンズは12位となった。カナダGPでランガーは15位、ジョーンズは16位となった。アメリカ東GPではジョーンズが8位、ランガーは11位となる。最終戦の日本GPで高原敬武がTS19を借り受け、ランガーに代わって出走、9位となる。ジョーンズは4位となった。
サーティースはコンストラクターズチャンピオンシップで7ポイントを獲得、シーズン10位に終わった。

#### 1977
1977年、サーティースはドライバーラインアップを一新した。オーストリア人ドライバーのハンス・ビンダーはデュレックスカラーのマシンをドライブし、イタリア人ドライバーのヴィットリオ・ブランビラはベータカラーのマシンをドライブした。開幕戦のアルゼンチンGPでビンダーはアクシデントでリタイア、ブランビラは5ラップを残して燃料切れとなり、7位で完走扱いとなった。第2戦ブラジルGPでは両者共にリタイアとなった。ブランビラはアクシデント、ビンダーはサスペンショントラブルであった。南アフリカGPではブランビラが7位、ビンダーは11位であった。アメリカ西GPではビンダーが11位、ブランビラはアクシデントでリタイアした。スペインGPではブランビラはエンサインのクレイ・レガツォーニと接触してリタイアとなり、ビンダーは9位となった。モナコGPではブランビラが8位となり、ビンダーは燃料システムトラブルでリタイアとなった。ベルギーGPの前にビンダーはチームを離れ、チームはオーストラリア人ドライバーのラリー・パーキンスを起用した。パーキンスは12位となり、ブランビラは4位となった。続くスウェーデンGPでパーキンスは予選落ちし、ブランビラは燃料圧の不具合でリタイアした。フランスGPではブランビラは13位になったものの、パーキンスはプラクティスの途中で解雇され、代わりにパトリック・タンベイが起用されたがパーキンス、タンベイとも予選落ちとなった。イギリスGPでは新たにオーストラリア人ドライバーのヴァーン・シュパンが起用され、ブランビラは8位、シュパンは12位となった。ドイツGPではブランビラが5位、シュパンが7位となった。オーストリアGPではブランビラが15位、シュパンは16位となった。シュパンはオランダGPで予選落ちし、ブランビラは12位に終わった。イタリアGPではランベルト・レオーニはシュパンに代わって出場したが予選落ちし、ブランビラはアクシデントのためリタイアとなった。アメリカ東GPではビンダーが復帰し11位となり、ブランビラは19位に終わった。カナダGPではブランビラが6位、ビンダーはアクシデントでリタイアした。最終戦日本GPではブランビラが8位となり、ビンダーはマリオ・アンドレッティのロータスから外れたホイールが原因でコジマの高原敬武と共にスピン、リタイアとなった。
サーティースはコンストラクターズチャンピオンシップで6ポイントを獲得、シーズン11位に終わった。

#### 1978
1978年シーズン、サーティースはブランビラを残留させたが、もう1人はビンダーに代わってイギリス人ドライバーのルパート・キーガンが起用された。開幕戦のアルゼンチンGPでブランビラは18位となり、キーガンはオーバーヒートのためリタイアとなった。ブラジルGPではブランビラが予選落ちし、キーガンはアクシデントのためリタイアとなった。南アフリカGPではブランビラが12位、キーガンはエンジントラブルのためリタイアとなった。アメリカ西GPでブランビラはトランスミッションのトラブルでリタイアし、キーガンは予選22位となったものの、プラクティスでの事故のためスタートできなかった。モナコGPでブランビラは新型のTS20をドライブしたが、1台しか完成していなかったためキーガンはTS19を引き続いて使用し、トランスミッションのトラブルでリタイアとなった。ベルギーGPでもキーガンはTS19を使用、予選落ちした。TS19はこれが最後のレースとなり、次戦からは2台のTS20が投入された。チームはこの年、TS20で1ポイントしか獲得できなかった。シーズン終了後、チームは資金を十分に集めることができず、1979年用マシンが完成していたにもかかわらず翌年参戦はできなかった。チームはその後オーロラシリーズ（旧F5000 ）で数戦戦った後、解散した。

### チーム・ノーレフ・レーシング
1976年、ノーレフ・レーシングチームはサーティースからTS19を購入し、フランス人ドライバーのアンリ・ペスカロロを起用した。チームは1976年モナコグランプリに参戦したが、ペスカロロは予選落ちした。 チームはスウェーデンを欠場し、フランスGPに出場した。ホームグランプリであったペスカロロだが、サスペンショントラブルでリタイアしている。イギリスGPでは燃料システムトラブルでリタイアとなった。ドイツGPでは予選落ちしている。オーストリアGPでようやく9位完走となり、オランダGPでは11位に終わっている。イタリアGPでは17位、カナダGPでは19位に終わり、アメリカ東GPではトップから11周後れで非完走扱いとなった。チームは翌年からマクラーレン・M23を使用することに決定し、その準備のため最終戦の日本GPには出場しなかった。

### メルチェスター・レーシング
1977年、メルチェスター・レーシングはサーティースからTS19を購入し、イギリス人ドライバーのトニー・トリマーを起用、イギリスGPに出場したが、予備予選落ちした。チームはこの年の残りのレースには参加せず、翌シーズンにマクラーレン・M23を使用して参戦した。

## F1における全成績
(key) （斜体はファステストラップ）
| 年     | チーム                            | エンジン                      | タイヤ | ドライバー               | 1   | 2   | 3   | 4   | 5   | 6   | 7   | 8   | 9   | 10   | 11  | 12  | 13  | 14  | 15  | 16  | 17  | ポイント | 順位 |
| ------ | --------------------------------- | ----------------------------- | ------ | ------------------------ | --- | --- | --- | --- | --- | --- | --- | --- | --- | ---- | --- | --- | --- | --- | --- | --- | --- | -------- | ---- |
| 1976年 | チーム・サーティース              | フォード コスワースDFV 3.0 V8 | G      |                          | BRA | RSA | USW | ESP | BEL | MON | SWE | FRA | GBR | GER  | AUT | NED | ITA | CAN | USA | JPN |     | 7        | 10位 |
| 1976年 | チーム・サーティース              | フォード コスワースDFV 3.0 V8 | G      | ブレット・ランガー       |     | 11  | DNQ | DNQ | Ret |     | 15  | 16  | Ret | Ret  | 10  |     | 14  | 15  | 11  |     |     | 7        | 10位 |
| 1976年 | チーム・サーティース              | フォード コスワースDFV 3.0 V8 | G      | コニー・アンダーソン     |     |     |     |     |     |     |     |     |     |      |     | Ret |     |     |     |     |     | 7        | 10位 |
| 1976年 | チーム・サーティース              | フォード コスワースDFV 3.0 V8 | G      | 高原敬武                 |     |     |     |     |     |     |     |     |     |      |     |     |     |     |     | 9   |     | 7        | 10位 |
| 1976年 | デュレックス チーム・サーティース | フォード コスワースDFV 3.0 V8 | G      | アラン・ジョーンズ       |     |     | NC  | 9   | 5   | Ret | 13  | Ret | 5   | 10   | Ret | 8   | 12  | 16  | 8   | 4   |     | 7        | 10位 |
| 1976年 | チーム・ノーレフ・レーシング      | フォード コスワースDFV 3.0 V8 | G      | アンリ・ペスカロロ       |     |     |     |     |     | DNQ |     | Ret | Ret | DNQ  | 9   | 11  | 17  | 19  | NC  |     |     | 7        | 10位 |
| 1977年 | ベータ・チーム・サーティース      | フォード コスワースDFV 3.0 V8 | G      |                          | ARG | BRA | RSA | USW | ESP | MON | BEL | SWE | FRA | GBR  | GER | AUT | NED | ITA | USA | CAN | JPN | 6        | 11位 |
| 1977年 | ベータ・チーム・サーティース      | フォード コスワースDFV 3.0 V8 | G      | ヴィットリオ・ブランビラ | 7   | Ret | 7   | Ret | Ret | 8   | 4   | Ret | 13  | 8    | 5   | 15  | 12  | Ret | 19  | 6   | 8   | 6        | 11位 |
| 1977年 | デュレックス チーム・サーティース | フォード コスワースDFV 3.0 V8 | G      | ハンス・ビンダー         | Ret | Ret | 11  | 11  | 9   | Ret |     |     |     |      |     |     |     |     | 11  | Ret | Ret | 6        | 11位 |
| 1977年 | デュレックス チーム・サーティース | フォード コスワースDFV 3.0 V8 | G      | ラリー・パーキンス       |     |     |     |     |     |     | 12  | DNQ | DNQ |      |     |     |     |     |     |     |     | 6        | 11位 |
| 1977年 | デュレックス チーム・サーティース | フォード コスワースDFV 3.0 V8 | G      | パトリック・タンベイ     |     |     |     |     |     |     |     |     | DNQ |      |     |     |     |     |     |     |     | 6        | 11位 |
| 1977年 | デュレックス チーム・サーティース | フォード コスワースDFV 3.0 V8 | G      | ヴァーン・シュパン       |     |     |     |     |     |     |     |     |     | 12   | 7   | 16  | DNQ |     |     |     |     | 6        | 11位 |
| 1977年 | デュレックス チーム・サーティース | フォード コスワースDFV 3.0 V8 | G      | ランベルト・レオーニ     |     |     |     |     |     |     |     |     |     |      |     |     |     | DNQ |     |     |     | 6        | 11位 |
| 1977年 | メルチェスター・レーシング        | フォード コスワースDFV 3.0 V8 | G      | トニー・トリマー         |     |     |     |     |     |     |     |     |     | DNPQ |     |     |     |     |     |     |     | 6        | 11位 |
| 1978年 | ベータ・チーム・サーティース      | フォード コスワースDFV 3.0 V8 | G      |                          | ARG | BRA | RSA | USW | MON | BEL | ESP | SWE | FRA | GBR  | GER | AUT | NED | ITA | USA | CAN |     | 1        | 13位 |
| 1978年 | ベータ・チーム・サーティース      | フォード コスワースDFV 3.0 V8 | G      | ヴィットリオ・ブランビラ | 18  | DNQ | 12  | Ret |     |     |     |     |     |      |     |     |     |     |     |     |     | 1        | 13位 |
| 1978年 | デュレックス チーム・サーティース | フォード コスワースDFV 3.0 V8 | G      | ルパート・キーガン       | Ret | Ret | Ret | DNS | Ret | DNQ |     |     |     |      |     |     |     |     |     |     |     | 1        | 13位 |

## ノンタイトル戦における全成績
(key) （斜体はファステストラップ）
| 年     | チーム                            | エンジン                      | タイヤ | ドライバー               | 1   | 2   |
| ------ | --------------------------------- | ----------------------------- | ------ | ------------------------ | --- | --- |
| 1976年 | デュレックス チーム・サーティース | フォード コスワースDFV 3.0 V8 | G      |                          | ROC | INT |
| 1976年 | デュレックス チーム・サーティース | フォード コスワースDFV 3.0 V8 | G      | アラン・ジョーンズ       | 2   | 8   |
| 1976年 | チーム・サーティース              | フォード コスワースDFV 3.0 V8 | G      | ブレット・ランガー       |     | DNS |
| 1977年 | ベータ・チーム・サーティース      | フォード コスワースDFV 3.0 V8 | G      |                          | ROC |     |
| 1977年 | ベータ・チーム・サーティース      | フォード コスワースDFV 3.0 V8 | G      | ヴィットリオ・ブランビラ | Ret |     |
| 1977年 | シェルスポーツ/ホワイティング     | フォード コスワースDFV 3.0 V8 | G      | ディビナ・ガリカ         | 12  |     |
| 1977年 | メルチェスター・レーシング        | フォード コスワースDFV 3.0 V8 | G      | トニー・トリマー         | 9   |     |
| 1978年 | デュレックス チーム・サーティース | フォード コスワースDFV 3.0 V8 | G      |                          | INT |     |
| 1978年 | デュレックス チーム・サーティース | フォード コスワースDFV 3.0 V8 | G      | ルパート・キーガン       | 5   |     |

## 参照
1. ↑  “Surtees Ford”.   Stats F1. 2016年3月20日閲覧。
2. ↑  “Surtees TS19”.   Jonathan Davies. 2016年3月20日閲覧。
3. ↑  “Grand Prix results, South African GP 1976”. grandprix.com. 2016年5月18日閲覧。
4. ↑  “Grand Prix results, United States GP West 1976”. grandprix.com. 2016年5月18日閲覧。
5. ↑  “Grand Prix results, Spanish GP 1976”. grandprix.com. 2016年5月18日閲覧。
6. ↑  “Grand Prix results, Belgian GP 1976”. grandprix.com. 2016年5月18日閲覧。
7. ↑  “Grand Prix results, Monaco GP 1976”. grandprix.com. 2016年5月18日閲覧。
8. ↑  “Grand Prix results, Swedish GP 1976”. grandprix.com. 2016年5月18日閲覧。
9. ↑  “Grand Prix results, French GP 1976”. grandprix.com. 2016年5月18日閲覧。
10. ↑  “Grand Prix results, British GP 1976”. grandprix.com. 2016年5月18日閲覧。
11. ↑  “Grand Prix results, German GP 1976”. grandprix.com. 2016年5月18日閲覧。
12. ↑  “Grand Prix results, Austrian GP 1976”. grandprix.com. 2016年5月18日閲覧。
13. ↑  “Grand Prix results, Dutch GP 1976”. grandprix.com. 2016年5月18日閲覧。
14. ↑  “Grand Prix results, Italian GP 1976”. grandprix.com. 2016年5月18日閲覧。
15. ↑  “Grand Prix results, Canadian GP 1976”. grandprix.com. 2016年5月18日閲覧。
16. ↑  “Grand Prix results, United States GP East 1976”. grandprix.com. 2016年5月18日閲覧。
17. ↑  “Grand Prix results, Japanese GP 1976”. grandprix.com. 2016年5月24日閲覧。
18. ↑  “Grand Prix results, Argentine GP 1977”. grandprix.com. 2016年5月24日閲覧。
19. ↑  “Grand Prix results, Brazilian GP 1977”. grandprix.com. 2016年5月24日閲覧。
20. ↑  “Grand Prix results, South African GP 1977”. grandprix.com. 2016年5月24日閲覧。
21. ↑  “Grand Prix results, United States GP West 1977”. grandprix.com. 2016年5月24日閲覧。
22. ↑  “Grand Prix results, Spanish GP 1977”. grandprix.com. 2016年5月24日閲覧。
23. ↑  “Grand Prix results, Monaco GP 1977”. grandprix.com. 2016年5月24日閲覧。
24. ↑  “Grand Prix results, Belgian GP 1977”. grandprix.com. 2016年5月24日閲覧。
25. ↑  “Grand Prix results, Swedish GP 1977”. grandprix.com. 2016年5月24日閲覧。
26. ↑  “Grand Prix results, French GP 1977”. grandprix.com. 2016年5月24日閲覧。
27. ↑  “Grand Prix results, British GP 1977”. grandprix.com. 2016年5月24日閲覧。
28. ↑  “Grand Prix results, German GP 1977”. grandprix.com. 2016年5月24日閲覧。
29. ↑  “Grand Prix results, Austrian GP 1977”. grandprix.com. 2016年5月24日閲覧。
30. ↑  “Grand Prix results, Dutch GP 1977”. grandprix.com. 2016年5月24日閲覧。
31. ↑  “Grand Prix results, Italian GP 1977”. grandprix.com. 2016年5月24日閲覧。
32. ↑  “Grand Prix results, United States GP East 1977”. grandprix.com. 2016年5月24日閲覧。
33. ↑  “Grand Prix results, Canadian GP 1977”. grandprix.com. 2016年5月24日閲覧。
34. ↑  “Grand Prix results, Japanese GP 1977”. grandprix.com. 2016年5月24日閲覧。
35. ↑  “Grand Prix results, Argentine GP 1978”. grandprix.com. 2016年5月24日閲覧。
36. ↑  “Grand Prix results, Brazilian GP 1978”. grandprix.com. 2016年5月24日閲覧。
37. ↑  “Grand Prix results, South African GP 1978”. grandprix.com. 2016年5月24日閲覧。
38. ↑  “Grand Prix results, United States GP West 1978”. grandprix.com. 2016年5月24日閲覧。
39. ↑  “Grand Prix results, Monaco GP 1978”. grandprix.com. 2016年5月24日閲覧。
40. ↑  “Grand Prix results, Belgian GP 1978”. grandprix.com. 2016年5月24日閲覧。